# Carlos Schneeberger
Carlos Adolfo Schneeberger Lemp (Lautaro, 21 de junio de 1902-Temuco, 1 de octubre de 1973) fue un futbolista chileno de origen alemán que jugaba de puntero derecho. Fue primo del también futbolista Eduardo Schneeberger.
Participó en la gira internacional de Colo-Colo en 1927 y como seleccionado nacional en los Juegos Olímpicos de Ámsterdam 1928 y en la Copa Mundial de Fútbol de 1930.

## Trayectoria
Carlos Schnëeberger Lemp nació en Lautaro el 21 de junio de 1902 y murió en Temuco el 1 de octubre de 1973. De origen alemán el futbolista representó a La Roja. También formó parte de una familia de futbolista porque su primo Eduardo Schneeberger también fue profesional. Le apodaron Montón de letras y a veces El Gringo.
Sus inicios en el futbol fueron en el Deportivo Liceo de Temuco, donde se desempeñaba como capitán y en el que tuvo su debut en la primera división local en 1919 ante el Liceo de Los Ángeles. Luego Colo-Colo realizó una gira nacional en 1926, se enfrentaron en Temuco con el Liceo el 10 de enero con resultado de 2-2. Los jugadores más destacados del equipo local fueron el capitán Schnëeberger y Jorge Linford.
Después fue invitado a actuar como refuerzo de Colo-Colo para la gira internacional, donde el club albo disputó partidos con clubes de América y también con equipos en Europa. Se desempeñaba de centro delantero sin embargo con el tiempo lo convirtieron en un puntero derecho. Luego de la gira se integró oficialmente al equipo, siendo un jugador con una participación intermitente durante los siguientes años. Durante los años 1933 y 1934 no jugó ningún partido y en 1935 tuvo su última aparición con la camiseta del cacique, jugando siete partidos en el torneo de ese año.
En 1936 llegó a jugar al Green Cross y se mantuvo en el club hasta 1941, cuando decidió retirarse del futbol. Se le recuerda como un veloz wing o puntero de amplio avance, armador de juego asociado y maestro en el envío de efectivos y peligrosos centros además de potentes disparos.
En 1945 debuta como entrenador en la Unión Española.

## Selección nacional
Fue internacional con la selección chilena entre los años 1923 y 1930, teniendo participación en una edición de la Copa Mundial de Fútbol y en una edición del Torneo Olímpico de Fútbol. Jugó seis partidos oficiales, además participó en cinco partidos no oficiales en los que anotó 2 goles, su estadística final como seleccionado fue de once partidos y 2 goles.
Fue convocado por primera vez  para integrar el seleccionado que realizaría una gira de amistosos en Montevideo y Buenos Aires.
Luego fue llamado para un amistoso ante Uruguay en el Valparaíso Sporting Club, durante la etapa de preparación para los Juegos Olímpicos de Ámsterdam.
Fue seleccionado para asistir al Torneo Olímpico de Fútbol 1928, fue titular en el encuentro frente a Portugal por la primera ronda de los Juegos Olímpicos, que significó la eliminación del torneo para Chile al caer derrotado por 2:4. Ya eliminado, Chile disputó un torneo de consuelo frente a México y  Países Bajos, en el que Chile saldría victorioso. Carlos jugó solamente ante los mexicanos y en el siguiente encuentro no fue considerado por el técnico.
Luego fue nominado para viajar al Mundial en tierras charrúas, fue designado capitán de Chile por el entrenador Jorge Orth y participó como titular en dos partidos, no jugó el tercer partido porque estaba lesionado. Por su rendimiento resultó elegido el mejor puntero derecho del torneo.

### Participaciones en Copas del Mundo
| Torneo               | Sede    | Resultado    | Partidos |
| -------------------- | ------- | ------------ | -------- |
| Copa Mundial de 1930 | Uruguay | Primera fase | 2        |
| Total                | Total   | Total        | 2        |

### Participaciones en Juegos Olímpicos
| Torneo                  | Sede         | Resultado        | Partidos |
| ----------------------- | ------------ | ---------------- | -------- |
| Juegos Olímpicos 1928   | Ámsterdam    | Ronda preliminar | 1        |
| Torneo de Consuelo 1928 | Países Bajos | Campeón          | 1        |
| Total                   | Total        | Total            | 2        |

### Partidos internacionales
| 1     | 25 de noviembre de 1923 | Estadio Pocitos, Montevideo, Uruguay          | Uruguay    | 2-1 | Chile   | Amistoso                         |
| 2     | 10 de diciembre de 1927 | Valparaíso Sporting Club, Viña del Mar, Chile | Chile      | 2-3 | Uruguay | Amistoso                         |
| 3     | 27 de mayo de 1928      | Estadio Olímpico, Ámsterdam, Países Bajos     | Portugal   | 4-2 | Chile   | Juegos Olímpicos 1928            |
| 4     | 5 de junio de 1928      | Monnikenhuize, Arnhem, Países Bajos           | Chile      | 3-1 | México  | Torneo de Consuelo Olímpico 1928 |
| 5     | 16 de julio de 1930     | Gran Parque Central, Montevideo, Uruguay      | Chile      | 3-0 | México  | Copa Mundial 1930                |
| 6     | 19 de julio de 1930     | Estadio Centenario, Montevideo, Uruguay       | Chile      | 1-0 | Francia | Copa Mundial 1930                |
| Total |                         |                                               | Presencias | 6   |         |                                  |

| 1     | 28 de noviembre de 1923 | Estadio Pocitos, Montevideo, Uruguay              | Peñarol              | 6-2 | Chile |   | Amistoso |  |
| 2     | 20 de junio de 1928     | Sportplatz am Rothenbaum, Hamburgo, Alemania      | Hamburgo             | 3-4 | Chile |   | Amistoso |  |
| 3     | 22 de junio de 1928     | VfB Stadion, Leipzig, Alemania                    | Selección de Leipzig | 3-2 | Chile |   | Amistoso |  |
| 4     | 23 de junio de 1928     | Müngersdorfer Stadion, Colonia,Alemania           | Selección de Colonia | 1-2 | Chile |   | Amistoso |  |
| 5     | 27 de junio de 1928     | Stade Olympique Yves du Manoir, Colombes, Francia | Red Star Olympique   | 4-3 | Chile |   | Amistoso |  |
| Total |                         |                                                   | Presencias           | 5   | Goles | 2 | Amistoso |  |

## Clubes

### Como jugador
| Club            | País  | Año       |
| --------------- | ----- | --------- |
| Liceo de Temuco | Chile | 1919-1926 |
| Colo-Colo       | Chile | 1927-1935 |
| Green Cross     | Chile | 1936-1941 |

### Como entrenador
| Club           | País  | Año  |
| -------------- | ----- | ---- |
| Unión Española | Chile | 1945 |

## Palmarés

### Torneos locales
| Título                                             | Club      | País  | Año  |
| -------------------------------------------------- | --------- | ----- | ---- |
| Serie F de la Liga Central de Football de Santiago | Colo-Colo | Chile | 1928 |
| Liga Central de Football de Santiago               | Colo-Colo | Chile | 1929 |
| División de Honor                                  | Colo-Colo | Chile | 1930 |

### Torneos nacionales
| Título                 | Club      | País  | Año  |
| ---------------------- | --------- | ----- | ---- |
| Campeonato de Apertura | Colo-Colo | Chile | 1933 |

## Reconocimientos
El año 1966 fue nominado por el Círculo de Periodistas Deportivos como el “Mejor Deportista” en el rubro “Antiguo Deportista”, obtuvo este reconocimiento por su trayectoria deportiva.
Desde 2010 la cancha que fue conocida como "El Bajo" en Temuco, fue bautizada como «Estadio Carlos Schnëeberger».